# Константин Миновић
Константин Миновић  (Скопље, 1868 — 1905) био је прво српски учитељ, а потом и свештеник у Старој Србији, данашњој Републици Македонији почетком 20. века.

## Биографија
Образован у бугарским егзархијским школама, јер других у Скопљу није било, даровити ђак постао је бугарски учитељ у Скопљу осамдесетих година 19. века. Међутим, пошто је осетио бугарозаторске намере Егзархије, напустио је као врло млад бугарску школу и постао заступник буђења обамрле српске националне свести у Скопљу и околини, истичући да се народ мора вратити на старо, ономе што је био пре бугарске егзархије-по његовом уверењу српској народности. Када су Срби у Косовском вилајету добили право да отварају своје школе Костантин је вршио дужност учитеља у многим местима, између осталих и у Кучевишту. Током Барјачке афере у Скопљу 1896 када су комите БМРО-а окачиле заставу са смртном претњом султану, Коча је интригама егзархијског митрополита осуђен на изгнанство и 101 годину робије у Бодруму, међутим српски дипломатски представници успели да га већ наредне године избаве. Године 1899. постао је свештеник и држао је парохију прво у Цркви Светог Спаса у Скопљу, затим у Кочанима и Никодиму, да би пре него што је убијен службовао у селу Кожље код Скопља. Иако свестан да се налази на списку за ликвидацију БМРО-а, Коча није напустио своје место свештеника. Убиле су га комите БМРО-а 14. 11. 1905. године.